# Гетто в Кривичах (Мядельский район)
Гетто в Кри́вичах (лето 1941 — 13 сентября 1942) — еврейское гетто, место принудительного переселения евреев посёлка Кривичи Мядельского района Минской области в процессе преследования и уничтожения евреев во время оккупации территории Белоруссии войсками нацистской Германии в период Второй мировой войны.

## Оккупация и создание гетто
Местечко Кривичи немцы оккупировали на протяжении 3-х лет — со 2 июля (28 июня) 1941 года по 4 июля 1944 года. В первый же день оккупации нацисты убили семидесятилетнего Зильберглейта.
Сразу после оккупации частями вермахта в Кривичах было создано гетто в районе улицы Пролетарской и предприняты меры по изоляции евреев — всего около 450 человек. Жителей Кривичей немцы обязали ежедневно вывешивать флаги, цвета которых менялись по указанию оккупантов, причём евреям было предписано вывешивать флаги иного цвета — чтобы их дома можно было отличить от нееврейских. Еврейское имущество безнаказанно расхищалось. Синагога в Кривичах была разрушена, а книги разорваны и сожжены.

## Условия в гетто
Белорусские полицаи ежедневно таскали евреев в полицию, где безо всякой причины секли розгами. На рассвете евреев гнали на принудительные работы, где в течение всего времени немцы и полицаи издевались над ними. За малейшую оплошность евреев избивали палками и плетями, так что практически каждый день кого-то калечили. В марте 1942 года полицаи привезли из Сморгони награбленные вещи на 20 телегах. Для разгрузки согнали евреев, которых на холоде заставляли во время работы босыми бегать по лужам, ложиться и вставать.
Большинство евреев соседнего местечка Долгиново (15 километров от Кривичей) сожгли заживо. Уцелевших долгиновских евреев — примерно 100 человек — пригнали в Кривичи, заставили ползать на четвереньках, петь песни и танцевать до изнеможения. Издевательства, которым подвергались евреи, были бесконечны. Их заставляли чистить отхожие места голыми руками и выносить нечистоты в мешках на плечах.
Еврейских девушек заставили убирать и чистить крестьянские дома, женщин постарше использовали на полевых работах. В августе 1941 года немцы заперли еврейских девушек в сарае и пытались их изнасиловать. Пытаясь спастись, девушки разбили окна и бежали, но большинство из них были застрелены гитлеровцами.

## Сопротивление в гетто
При всём этом, несмотря на тяжелейшие условия существования, евреи сопротивлялись, как только могли. Известен случай, когда в гетто Кривичей высекли розгами несколько евреев за помощь 5 пленным красноармейцам, находящимся в Кривичах.
В госпиталях гетто укрывали раненых партизан, белорусов и русских. На их одежду нашивали шестиконечные звезды, а в документах изменяли имена на еврейские. Вылечив, выводили обратно в лес. Евреи помогали спасать пленных из лагерей.

## Уничтожение гетто
В апреле 1942 года начались первые «акции» (таким эвфемизмом нацисты называли организованные ими массовые убийства) для исполнения программы уничтожения евреев. 25 апреля 1942 года на железной дороге в полутора километрах от Кривичей партизаны пустили под откос немецкий поезд. Воспользовавшись этим как предлогом, 28 апреля 1942 года ранним утром немцы схватили первых случайно попавшихся 12 евреев и пригнали в Смиловичи, где после пыток расстреляли. В этот же день в Кривичи приехали эсэсовцы и жандармы, окружили местечко, согнали всех евреев, в том числе и детей, на площадь и заставили раздеться догола. Двух детей (в возрасте 3 и 1 года) одного из 12 жертв утреннего расстрела — Давида Глета — по приказу полицаев нёс на руках их дядя. Затолкав людей в большой сарай, немцы подожгли его. Двенадцатилетняя Сарра Кацович смогла трижды выбежать из горящего сарая, но полицаи затолкали её обратно в огонь. Там же погибла и Блюма Каплан.
Помощниками немцев в массовом убийстве евреев 28 апреля были местные кривичские полицаи Лещинский Семен Леонович, Адамович Иван Викентьевич и Палачанский Александр.
28 апреля 1942 года погибли около 200 (160) евреев.
13 сентября 1942 года гетто было ликвидировано окончательно, и были убиты последние оставшиеся 130 (127) евреев.

## Случаи спасения
Инвалид Гирш Цепелевич не мог вовремя бежать от немцев, и месяцами скрывался в погребе, где его тайком кормила родная сестра М. Ботвинник. 28 апреля 1942 года, когда немцы начали полное уничтожение гетто, он понял, что дальше бороться за жизнь нет смысла, потому что немцы вместе с полицаями ревностно выискивали всех скрывающихся евреев. Не желая умирать от рук нацистов, Гирш Цепелевич выпил яд, который всё время держал при себе. Долгое время скрывался на чердаке Мойше-Лейб Шуд, а когда при облаве был обнаружен, то сумел убежать. Его поймали и живым бросили в огонь.
Во время расстрела 28 апреля 1942 года 20 человек сумели бежать. Из 420 евреев, жителей Кривичей, погибло 336. Спаслись практически только те, которые вовремя смогли уйти к партизанам. Например, в Слободке, в двух километрах от Кривичей, одиннадцать еврейских женщин смогли обмануть немецкую охрану, бежать в лес и найти партизан. В местечке Покут (в 4-х километрах от Кривичей) работало пятеро детей, которых немцы тоже запланировали убить при ликвидации гетто, и только одному Гевишу Гитлицу удалось убежать к партизанам.

## Память
На месте сожжения евреев Кривичей установлен памятник жертвам геноцида. Также символический памятник убитым евреям Кривичей и Плещениц установлен на мемориальном кладбище в Холоне.
Опубликованы неполные списки убитых в Кривичах евреев.